# Pedra do Indaiá
Pedra do Indaiá là một đô thị thuộc bang Minas Gerais, Brasil. Đô thị này có diện tích 349,092 km², dân số năm 2007 là 3921 người, mật độ 10,6 người/km².